# Relaciones México-Turquía
Las naciones de México y Turquía establecieron relaciones diplomáticas en 1928. Ambas naciones son miembros del G20, Naciones Unidas y la Organización para la Cooperación y el Desarrollo Económicos.

## Historia

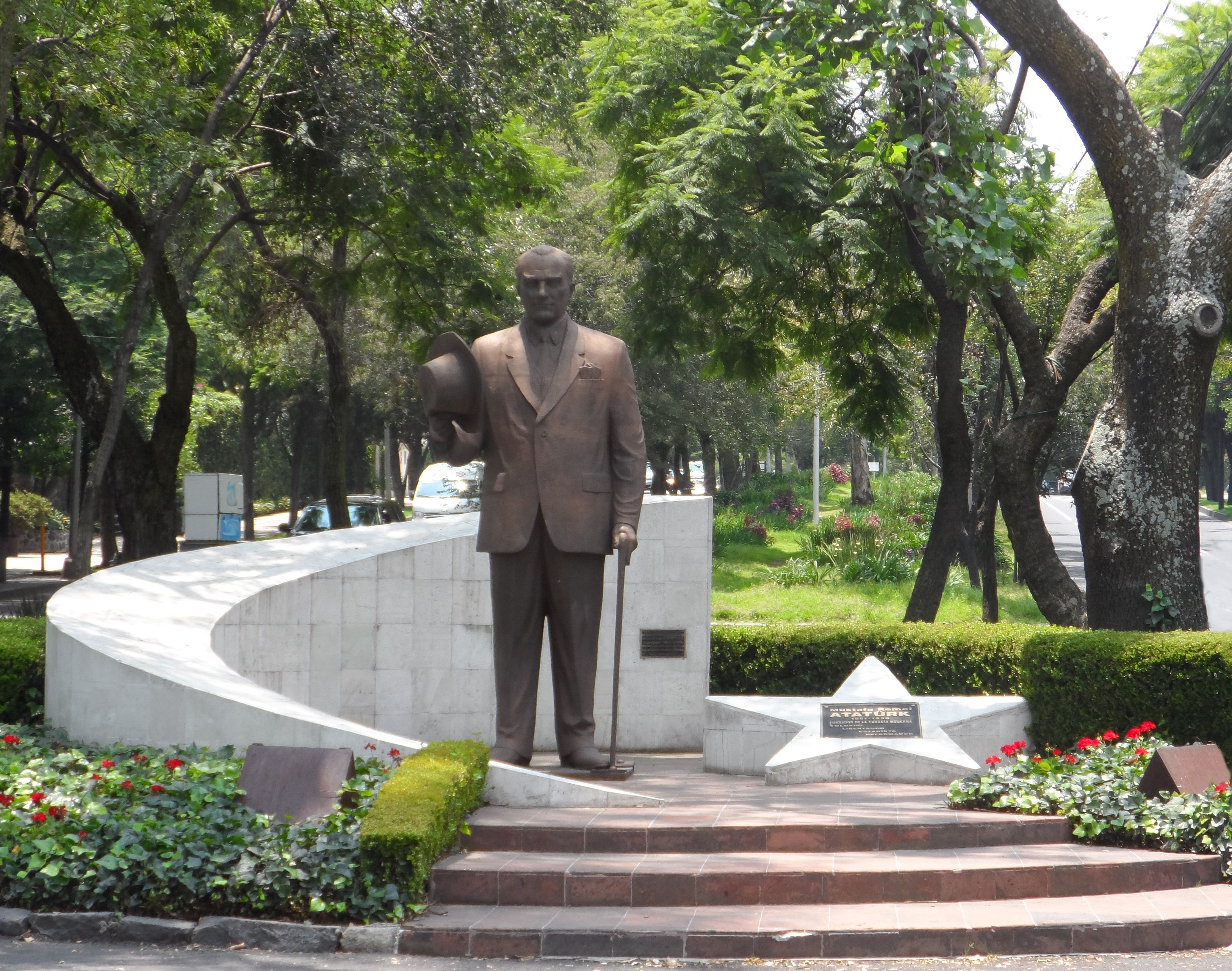
Estatua del presidente turco Mustafa Kemal Atatürk en la Ciudad de México

El primer contacto oficial entre México y el Imperio otomano (actual Turquía) fue en 1864 cuando el emperador Maximiliano I de México envió emisarios a varias naciones para buscar el reconocimiento oficial de su gobierno en el país. Las relaciones diplomáticas entre las dos naciones se establecieron en 1928 después de la transformación de Turquía del Imperio otomano por Mustafa Kemal Atatürk, fundador de la república turca moderna en 1923. Ese mismo año, ambas naciones firmaron un Acuerdo de Amistad. Ambas naciones pronto abrieron legaciones diplomáticas en las respectivas capitales. En 1962, sus misiones diplomáticas fueron elevados a embajadas.
En junio de 1992, el secretario de Relaciones Exteriores de México, Fernando Solana, realizó una visita oficial a Turquía, convirtiéndose en el primer funcionario gubernamental mexicano de alto nivel en visitar el país. Durante su estancia en Turquía, el secretario Solana y su homólogo, el ministro de Relaciones Exteriores Süleyman Demirel firmaron acuerdos sobre intercambios culturales y de eliminar los requisitos de visado para los pasaportes diplomáticos de ambas naciones. Las dos naciones también acordaron establecer un mecanismo para consultas políticas para discutir puntos de vista sobre intereses mutuos bilaterales y multilaterales. En 1998, el primer ministro Mesut Yılmaz se convirtió en el primer jefe de Estado turco en hacer una visita oficial a México. En 2009, el primer ministro Recep Tayyip Erdoğan hizo una visita a México. En 2013, el presidente Enrique Peña Nieto se convirtió en el primer jefe de Estado mexicano en visitar Turquía.
Ambas naciones son consideradas como potencia regional y están desempeñando papeles más grandes en la comunidad internacional. Ambas naciones se han apoyado diplomáticamente, especialmente en las Naciones Unidas, y México ha apoyado a Turquía por el tema de la Guerra civil siria que ocurre en su frontera. En 2013, México donó $1 millón de dólares a Turquía para el apoyo de más de un millón de refugiados sirios que se encuentran actualmente en el país.
En 2015, el presidente Erdoğan regresó a México en una visita de Estado. En julio de 2018, ambas naciones celebraron 90 años de relaciones diplomáticas.
En noviembre de 2022, el secretario mexicano de Relaciones Exteriores, Marcelo Ebrard, visitó Turquía y se juntó con su homólogo, Mevlüt Çavuşoğlu. Durante la visita, ambas naciones reanudaron las negociaciones de un acuerdo de libre comercio entre ellos.

## Visitas de alto nivel
Visitas de alto nivel de México a Turquía
- Secretario de Relaciones Exteriores Fernando Solana (1992)
- Presidente Enrique Peña Nieto (2013, 2015)
- Secretario de Relaciones Exteriores Marcelo Ebrard (2022)

Visitas de alto nivel de Turquía a México
- Primer Ministro Mesut Yılmaz (1998)
- Primer Ministro y presidente Recep Tayyip Erdoğan (2009, 2012, 2015)
- Ministro de Relaciones Exteriores Mevlüt Çavuşoğlu (2017, 2019)

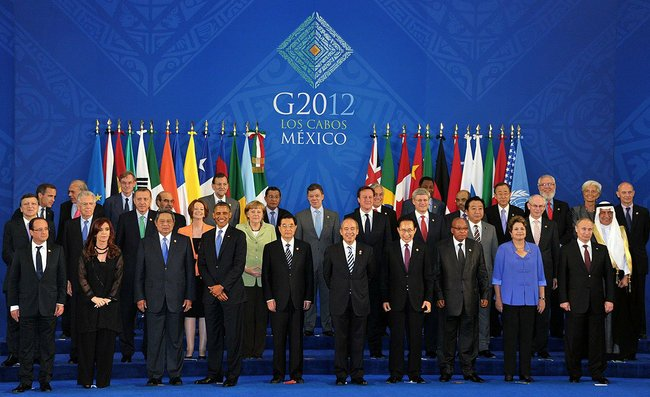
El presidente Felipe Calderón junto con el Primer ministro Recep Tayyip Erdoğan en Los Cabos; 2012.
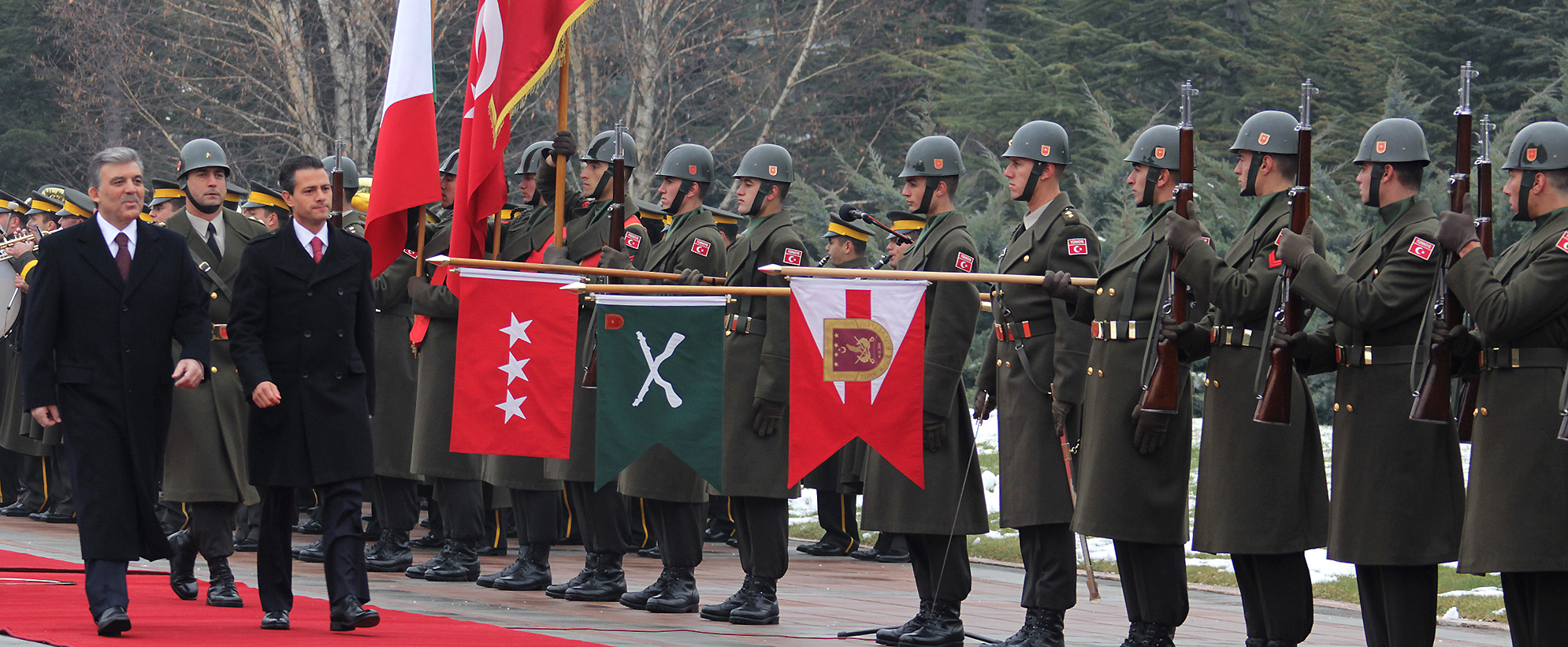
El presidente Abdullah Gül con el presidente Enrique Peña Nieto en Ankara, 2013.
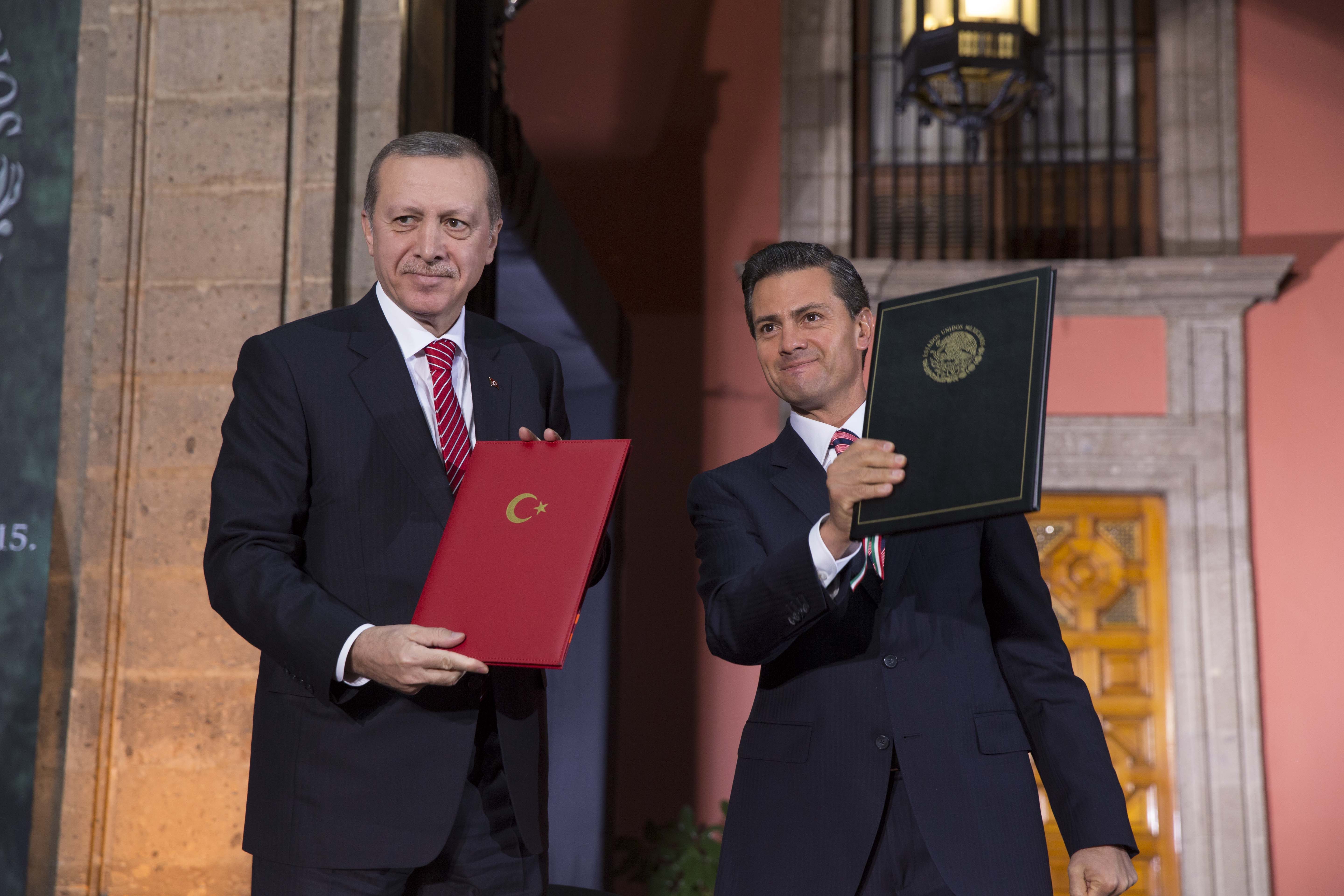
El presidente Recep Tayyip Erdoğan junto con el presidente Enrique Peña Nieto en la Ciudad de México; febrero de 2015.
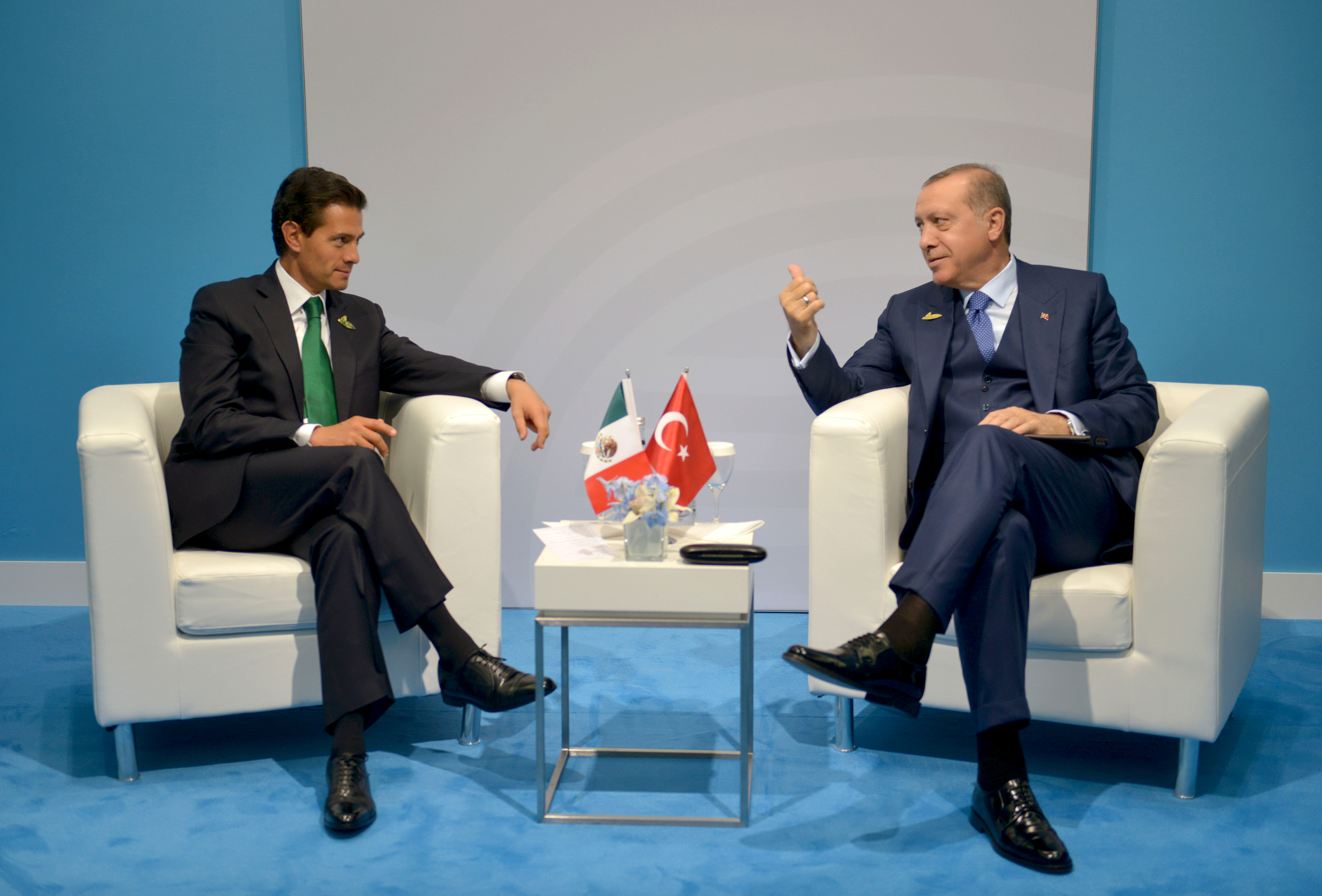
El presidente Enrique Peña Nieto con el presidente Recep Tayyip Erdoğan en Hamburgo, Alemania; 2017.

## Acuerdos bilaterales
Ambas naciones han firmado varios acuerdos bilaterales, como un Acuerdo de Amistad (1928); Acuerdos sobre intercambios culturales (1992); Acuerdo sobre la eliminación de los requisitos de visa para titulares de pasaportes diplomáticos (1992); Acuerdo de Cooperación Económica y Comercial (1998); Acuerdo de cooperación para la lucha contra el tráfico ilícito de estupefacientes y sustancias psicotrópicas (2013); Acuerdo de Cooperación para la lucha contra el crimen organizado y el terrorismo (2013) y Acuerdo de Cooperación Científica y Técnica (2013); Convenio para Evitar la Doble Imposición y Prevenir la Evasión Fiscal en Materia del Impuesto a la Renta (2013); Acuerdo sobre el Transporte Aéreo (2013); Acuerdo sobre la Asistencia Administrativa Mutua e Intercambio de Información en Materia Aduanera (2013); Memorando de Entendimiento para el Establecimiento de un Mecanismo de Consulta en Asuntos de Interés Mutuo (2013); Acuerdo de Protección Recíproca de Inversiones (2013); Memorando de Entendimiento sobre la Cooperación en Ciencia y Tecnología (2013) y un Memorando de Entendimiento sobre la Cooperación en Créditos a la Exportación entre el Banco Nacional de Comercio Exterior (Bancomext) de México y el Banco de Crédito a la Exportación de Turquía (Türk Eximbank) (2013).

## Transporte
Hay vuelos directos entre ambos países con Turkish Airlines.

## Comercio
En 2023, el comercio entre ambas naciones ascendió a $1.9 mil millones de dólares. Las principales exportaciones de México a Turquía incluyen: máquinas de procesamiento de datos, teléfonos y teléfonos móviles, algodón, productos químicos, vehículos de motor, chatarra, oro, equipos médicos, vegetales y aceite vegetal. Las exportaciones de Turquía a México incluyen: partes y accesorios para vehículos automotores, vehículos automotores, motores, hierro y acero sin alear, joyería, prendas de vestir, productos químicos, semillas, frutas y nueves.
Empresas multinacionales mexicanas como Cemex, Gruma y Zinc Nacional (entre otros) operan en Turquía. Empresas multinacionales turcas como Mata Automotive, Orphan Holding, Tekno Kauch y Toto Max (entre otros) operan en México.

## Misiones diplomáticas residentes
- México tiene una embajada en Ankara[17] y un consulado en Estambul.[18]
- Turquía tiene una embajada en la Ciudad de México.[19]

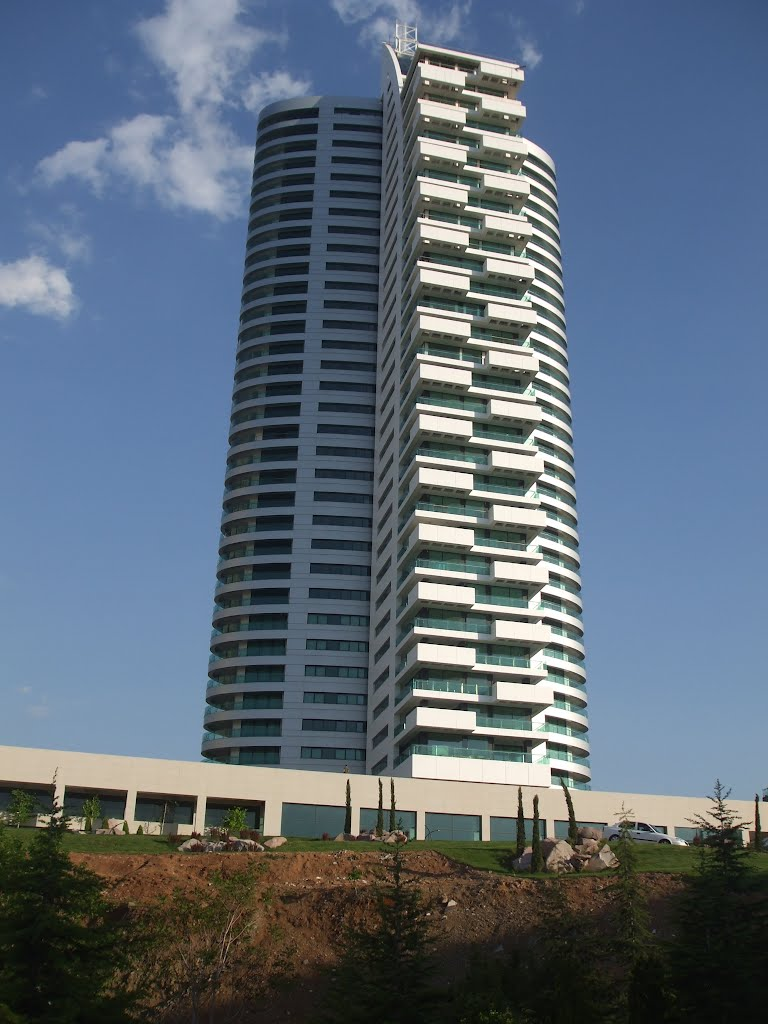
Residencia Çiçeği alojando a la Embajada de México en Ankara
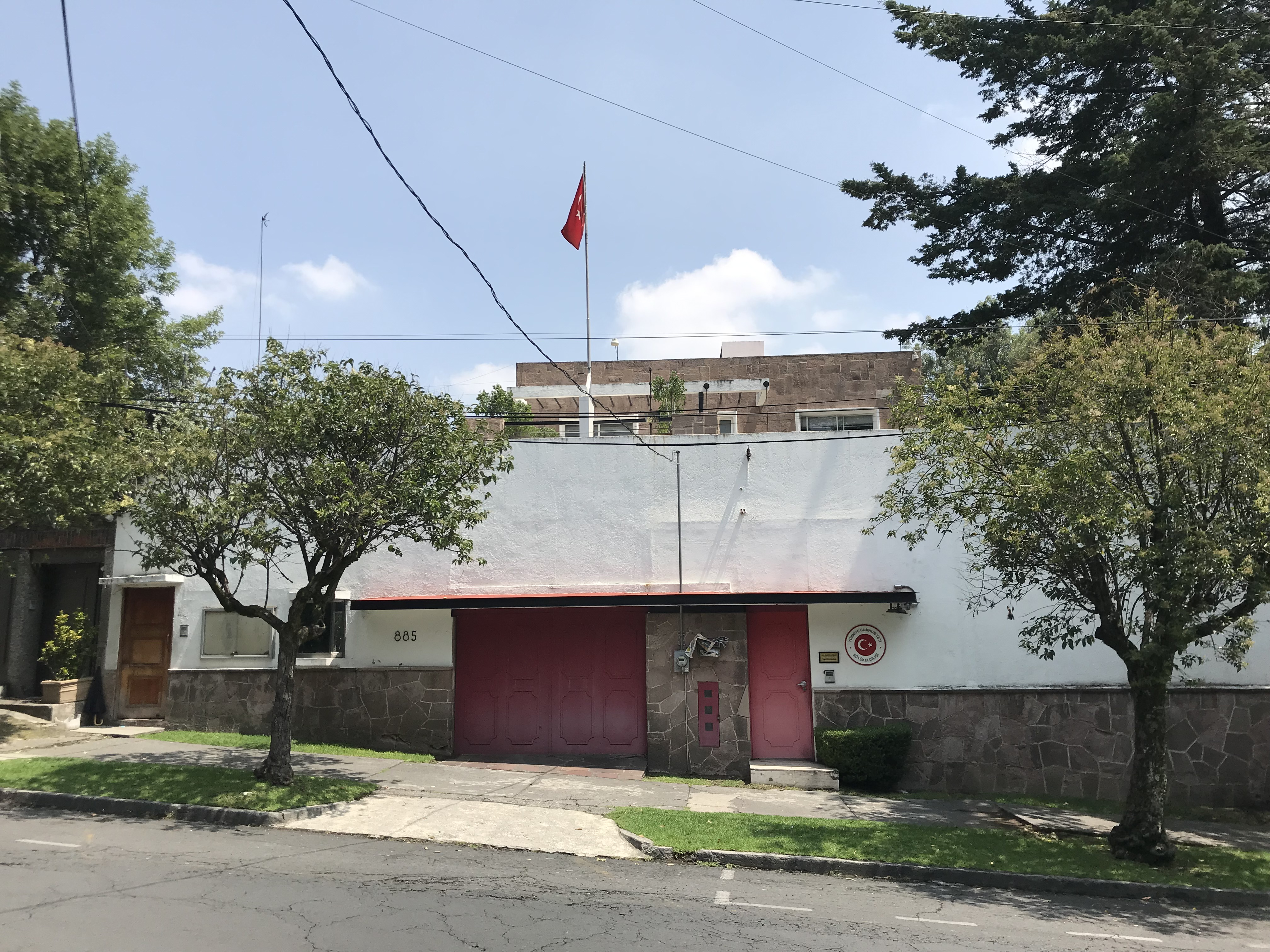
Embajada de Turquía en la Ciudad de México